# Тайвань на летних Олимпийских играх 2024

## Квалификация
| № п/п | Вид спорта                  | Мужчины        | Мужчины                | Женщины        | Женщины                | Всего          | Всего                  |
| № п/п | Вид спорта                  | Завоевано квот | Количество спортсменов | Завоевано квот | Количество спортсменов | Завоевано квот | Количество спортсменов |
| ----- | --------------------------- | -------------- | ---------------------- | -------------- | ---------------------- | -------------- | ---------------------- |
| 1     | Бадминтон                   | 2              | 4                      | 1              | 2                      | 4              | 6                      |
| 2     | Бокс                        | 2              | 2                      | 3              | 3                      | 5              | 5                      |
| 3     | Спортивная гимнастика       | 1              | 1                      | 1              | 1                      | 2              | 2                      |
| 4     | Гребля на байдарках и каноэ | 2              | 2                      | 1              | 1                      | 3              | 3                      |
| 5     | Лёгкая атлетика             | 2              | 2                      |                |                        | 2              | 2                      |
| 6     | Настольный теннис           | 3              | 3                      | 3              | 3                      | 6              | 6                      |
| 7     | Плавание                    | 1              | 1                      |                |                        | 1              | 1                      |
| 8     | Стрельба                    | 2              | 2                      | 5              | 5                      | 7              | 7                      |
| 9     | Стрельба из лука            | 1              | 1                      | 1              | 1                      | 2              | 2                      |
| 10    | Тхэквондо                   |                |                        | 1              | 1                      | 1              | 1                      |
| 11    | Тяжёлая атлетика            |                |                        | 3              | 3                      | 3              | 3                      |
| 12    | Фехтование                  | 1              | 1                      |                |                        | 1              | 1                      |
|       | ИТОГО                       | 17             | 19                     | 19             | 20                     | 37             | 39                     |

## Медали
| Медаль | Спортсмен(ы) | Вид спорта | Дисциплина | Дата |
| ------ | ------------ | ---------- | ---------- | ---- |

| Вид спорта | 1 | 2 | 3 | Всего |

| Медали по датам | Медали по датам | Медали по датам | Медали по датам | Медали по датам | Медали по датам |
| --------------- | --------------- | --------------- | --------------- | --------------- | --------------- |
| Дата            | 1               | 2               | 3               | Всего           |                 |

## Состав команды
Бадминтон
1. Чжоу Тянь-чен
2. Ли Ян
3. Ван Чи-линь
4. Е Хунвэй
5. Дай Цзиин
6. Ли Цзясин

 Бокс
1. Лай Чжуэнь
2. Кан Ча-Вей[англ.]
3. Линь Юйтин
4. У Ши-И[англ.]
5. Чэнь Няньцинь

Гимнастика
 Спортивная гимнастика
1. Тан Цзяхун
2. Дин Хуатянь[англ.]

Гребля на байдарках и каноэ
 Гребля на гладкой воде
1. Квота1

 Гребной слалом
1. Квота1
2. Квота1

 Лёгкая атлетика
1. Пэн Мин-ян[англ.]
2. Линь Юйтан

 Настольный теннис
1. Квота1
2. Квота2
3. Квота3
4. Квота4
5. Квота5
6. Квота6

 Плавание
1. Ван Гуаньхун[англ.]

 Стрельба
1. Квота1
2. Квота2
3. Квота1
4. Квота2
5. Квота3
6. Квота4
7. Квота5

 Стрельба из лука
1. Квота1
2. Квота1

 Тхэквондо
1. Ло Цзялин

 Тяжёлая атлетика
1. Фан Ван-линь[англ.]
2. Го Синчжунь
3. Чэнь Вэньхуэй

 Фехтование
1. Чэнь Итун[англ.]

## Бадминтон
Тайвань завоевал четыре квоты на участие в олимпийском турнире по бадминтону в соответствии с Олимпийским рейтингом BWF.
Мужчины
| Спортсмен         | Категория | Группы        | Группы        | Группы        | Группы | Выбывание     | Четвертьфиналы | Полуфиналы    | Финал / За 3 место | Финал / За 3 место |
| Спортсмен         | Категория | Соперник Счет | Соперник Счет | Соперник Счет | Место  | Соперник Счет | Соперник Счет  | Соперник Счет | Соперник Счет      | Место              |
| ----------------- | --------- | ------------- | ------------- | ------------- | ------ | ------------- | -------------- | ------------- | ------------------ | ------------------ |
| Чжоу Тянь-чен     | Одиночный |               |               |               |        |               |                |               |                    |                    |
| Ли Ян Ван Чи-линь | Пары      |               |               |               |        | —             |                |               |                    |                    |

Женщины
| Спортсмен | Категория | Группы        | Группы        | Группы        | Группы | Выбывание     | Четвертьфиналы | Полуфиналы    | Финал / За 3 место | Финал / За 3 место |
| Спортсмен | Категория | Соперник Счет | Соперник Счет | Соперник Счет | Место  | Соперник Счет | Соперник Счет  | Соперник Счет | Соперник Счет      | Место              |
| --------- | --------- | ------------- | ------------- | ------------- | ------ | ------------- | -------------- | ------------- | ------------------ | ------------------ |
| Дай Цзиин | Одиночный |               |               |               |        |               |                |               |                    |                    |

Микст
| Спортсмен          | Категория | Группы        | Группы        | Группы        | Группы | Четвертьфиналы | Полуфиналы    | Финал / За 3 место | Финал / За 3 место |
| Спортсмен          | Категория | Соперник Счет | Соперник Счет | Соперник Счет | Место  | Соперник Счет  | Соперник Счет | Соперник Счет      | Место              |
| ------------------ | --------- | ------------- | ------------- | ------------- | ------ | -------------- | ------------- | ------------------ | ------------------ |
| Е Хунвэй Ли Цзясин | Микст     |               |               |               |        |                |               |                    |                    |

## Бокс
Тайвань завоевал по два места в мужской и женский турниры по боксу на Азиатских играх 2022 в Ханчжоу, Китай и одно место в женский турнир на мировом квалификационном турнире 2024 года в Бусто-Арсицио, Италия.
| Спортсмен     | Категория          | 1 раунд            | 1/8 финала         | Четвертьфиналы     | Полуфиналы         | Финал              | Финал |
| Спортсмен     | Категория          | Соперник Результат | Соперник Результат | Соперник Результат | Соперник Результат | Соперник Результат | Место |
| ------------- | ------------------ | ------------------ | ------------------ | ------------------ | ------------------ | ------------------ | ----- |
| Лай Чжуэнь    | Мужчины до 63,5 кг | 0                  |                    |                    |                    |                    |       |
| Кан Ча-Вей    | Мужчины до 71 кг   | 0                  |                    |                    |                    |                    |       |
| Линь Юйтин    | Женщины до 57 кг   | 0                  |                    |                    |                    |                    |       |
| У Ши-И        | Женщины до 60 кг   | 0                  |                    |                    |                    |                    |       |
| Чэнь Няньцинь | Женщины до 66 кг   | 0                  |                    |                    |                    |                    |       |

## Гимнастика спортивная
Тайвань завоевал по одному месту в мужское и женское личное многоборье по итогам Серии этапов Кубка мира 2024 года.

### Мужчины
| Спортсмен  | Дисциплина | Квалификация | Квалификация | Квалификация | Квалификация | Квалификация | Квалификация | Квалификация | Квалификация | Финал   | Финал   | Финал   | Финал   | Финал   | Финал   | Финал | Финал |
| Спортсмен  | Дисциплина | Снаряды      | Снаряды      | Снаряды      | Снаряды      | Снаряды      | Снаряды      | Всего        | Место        | Снаряды | Снаряды | Снаряды | Снаряды | Снаряды | Снаряды | Всего | Место |
| Спортсмен  | Дисциплина | В            | КН           | КО           | ОП           | ПБ           | П            | Всего        | Место        | В       | КН      | КО      | ОП      | ПБ      | П       | Всего | Место |
| ---------- | ---------- | ------------ | ------------ | ------------ | ------------ | ------------ | ------------ | ------------ | ------------ | ------- | ------- | ------- | ------- | ------- | ------- | ----- | ----- |
| Тан Цзяхун | Многоборье |              |              |              |              |              |              |              |              |         |         |         |         |         |         |       |       |

### Женщины
| Спортсмен   | Дисциплина | Квалификация | Квалификация | Квалификация | Квалификация | Квалификация | Квалификация | Финал   | Финал   | Финал   | Финал   | Финал | Финал |
| Спортсмен   | Дисциплина | Снаряды      | Снаряды      | Снаряды      | Снаряды      | Всего        | Место        | Снаряды | Снаряды | Снаряды | Снаряды | Всего | Место |
| Спортсмен   | Дисциплина | ОП           | РБ           | Б            | В            | Всего        | Место        | ОП      | РБ      | Б       | В       | Всего | Место |
| ----------- | ---------- | ------------ | ------------ | ------------ | ------------ | ------------ | ------------ | ------- | ------- | ------- | ------- | ----- | ----- |
| Дин Хуатянь | Многоборье |              |              |              |              |              |              |         |         |         |         |       |       |

## Гребля на байдарках и каноэ

### Гладкая вода
Тайвань завоевал право выставить одну лодку в мужских соревнованиях каноистов на гладкой воде на Азиатской квалификационной регате 2024 года в Токио, Япония.
| Спортсмен | Дисциплина             | Заезды | Заезды | Четвертьфиналы | Четвертьфиналы | Полуфиналы | Полуфиналы | Финалы | Финалы |
| Спортсмен | Дисциплина             | Время  | Место  | Время          | Место          | Время      | Место      | Время  | Место  |
| --------- | ---------------------- | ------ | ------ | -------------- | -------------- | ---------- | ---------- | ------ | ------ |
|           | Мужчины Каноэ-1 1000 м |        |        |                |                |            |            |        |        |

### Гребной слалом
Тайвань завоевал на Азиатском квалификационном турнире 2023 года в Токио, Япония право выставить по одной лодке в мужских и женских соревнованиях на байдарках, а также автоматически в кроссе на байдарках у мужчин и женщин.
Мужчины
| Спортсмен | Дисциплина | Заезды    | Заезды | Заезды    | Заезды | Заезды       | Заезды | Полуфинал | Полуфинал | Финал | Финал |
| Спортсмен | Дисциплина | 1 попытка | Место  | 2 попытка | Место  | Лучшее время | Место  | Время     | Место     | Время | Место |
| --------- | ---------- | --------- | ------ | --------- | ------ | ------------ | ------ | --------- | --------- | ----- | ----- |
|           | Байдарка-1 |           |        |           |        |              |        |           |           |       |       |

Женщины
| Спортсмен | Дисциплина | Заезды    | Заезды | Заезды    | Заезды | Заезды       | Заезды | Полуфинал | Полуфинал | Финал | Финал |
| Спортсмен | Дисциплина | 1 попытка | Место  | 2 попытка | Место  | Лучшее время | Место  | Время     | Место     | Время | Место |
| --------- | ---------- | --------- | ------ | --------- | ------ | ------------ | ------ | --------- | --------- | ----- | ----- |
|           | Байдарка-1 |           |        |           |        |              |        |           |           |       |       |

Кросс на байдарках
| Спортсмен | Категория | Квалиф. время | Место | Раунд 16-ти | Раунд 16-ти | Полуфиналы | Полуфиналы | Финал | Финал |
| Спортсмен | Категория | Квалиф. время | Место | Время       | Место       | Время      | Место      | Время | Место |
| --------- | --------- | ------------- | ----- | ----------- | ----------- | ---------- | ---------- | ----- | ----- |
|           | Мужчины   |               |       |             |             |            |            |       |       |
|           | Женщины   |               |       |             |             |            |            |       |       |

## Легкая атлетика
Тайваньские легкоатлеты выполнили нормативы для участия в Играх 2024 года, пройдя прямую квалификацию или по мировому рейтингу, в следующих соревнованиях (максимум по 3 спортсмена в каждом):
Беговые дисциплины
Мужчины
| Спортсмен  | Дисциплина | Забеги    | Забеги | Утеш. забеги | Утеш. забеги | Полуфиналы | Полуфиналы | Финал     | Финал |
| Спортсмен  | Дисциплина | Результат | Место  | Результат    | Место        | Результат  | Место      | Результат | Место |
| ---------- | ---------- | --------- | ------ | ------------ | ------------ | ---------- | ---------- | --------- | ----- |
| Пэн Мин-ян | 400 м с/б  |           |        |              |              |            |            |           |       |

Технические дисциплины
Мужчины
| Спортсмен  | Дисциплина     | Полуфиналы | Полуфиналы | Финал     | Финал |
| Спортсмен  | Дисциплина     | Результат  | Место      | Результат | Место |
| ---------- | -------------- | ---------- | ---------- | --------- | ----- |
| Линь Юйтан | Прыжки в длину |            |            |           |       |

## Настольный теннис
Тайвань завоевал право выставить мужскую и женскую команду, а также автоматически по два игрока в мужском и женском индивидуальных турнирах по итогам Чемпионата мира по настольному теннису среди команд 2024 в Пусане, Корея.
| Спортсмен | Дисциплина      | Предварит.         | 1 Раунд            | 2 Раунд            | 3 Раунд            | 1/8                | Четвертьфиналы     | Полуфиналы         | Финал / За 3 место | Финал / За 3 место |
| Спортсмен | Дисциплина      | Соперник Результат | Соперник Результат | Соперник Результат | Соперник Результат | Соперник Результат | Соперник Результат | Соперник Результат | Соперник Результат | Место              |
| --------- | --------------- | ------------------ | ------------------ | ------------------ | ------------------ | ------------------ | ------------------ | ------------------ | ------------------ | ------------------ |
|           | Мужчины личное  |                    |                    |                    |                    |                    |                    |                    |                    |                    |
|           |                 |                    |                    |                    |                    |                    |                    |                    |                    |                    |
|           | Мужчины команды | —                  | —                  | —                  | —                  |                    |                    |                    |                    |                    |
|           | Женщины личное  |                    |                    |                    |                    |                    |                    |                    |                    |                    |
|           |                 |                    |                    |                    |                    |                    |                    |                    |                    |                    |
|           | Женщины команды | —                  | —                  | —                  | —                  |                    |                    |                    |                    |                    |

## Плавание
Тайваньские пловцы выполнили требования для участия в нижеследующих дисциплинах плавательного турнира Олимпиады (максимум два пловца, выполнивших Олимпийский квалификационный норматив (OST) или, возможно, Олимпийский рассматриваемый норматив (OCT)).
Мужчины
| Спортсмен    | Дисциплина       | Заплывы | Заплывы | Полуфиналы | Полуфиналы | Финал | Финал |
| Спортсмен    | Дисциплина       | Время   | Место   | Время      | Место      | Время | Место |
| ------------ | ---------------- | ------- | ------- | ---------- | ---------- | ----- | ----- |
| Ван Гуаньхун | 200 м баттерфляй |         |         |            |            |       |       |

## Стрельба
Тайвань завоевал семь мест в различных дисциплинах олимпийского турнира стрелков через различные этапы отбора, включая Чемпионат мира по стендовой стрельбе 2022 года и Чемпионат мира по стрельбе 2023 года, чемпионаты Азии 2023 и 2024 годов.
Мужчины
| Спортсмен | Дисциплина | Квалификация | Квалификация | Полуфинал | Полуфинал | Финал | Финал |
| Спортсмен | Дисциплина | Баллы        | Место        | Баллы     | Место     | Баллы | Место |
| --------- | ---------- | ------------ | ------------ | --------- | --------- | ----- | ----- |
|           | Трап       |              |              |           |           |       |       |
|           | Скит       |              |              |           |           |       |       |

Женщины
| Спортсмен | Дисциплина                    | Квалификация | Квалификация | Полуфинал | Полуфинал | Финал | Финал |
| Спортсмен | Дисциплина                    | Баллы        | Место        | Баллы     | Место     | Баллы | Место |
| --------- | ----------------------------- | ------------ | ------------ | --------- | --------- | ----- | ----- |
|           | Пневматический пистолет, 10 м |              |              |           |           |       |       |
|           | Пистолет, 25 метров           |              |              |           |           |       |       |
|           |                               |              |              |           |           |       |       |
|           | Трап                          |              |              |           |           |       |       |
|           |                               |              |              |           |           |       |       |

## Стрельба из лука
Тайвань получила одно место на участие в мужском личном олимпийском турнире лучников на Азиатском континентальном квалификационном турнире 2023 года в Бангкоке, Таиланд и одно место в женском турнире на Азиатских играх 2022 года в Ханчжоу, Китай, а также автоматически в миксте.
| Спортсмен | Дисциплина                        | Предварительный раунд | Предварительный раунд | 1/64          | 1/32          | 1/16          | Четвертьфиналы | Полуфиналы    | Финал / За 3 место | Финал / За 3 место |
| Спортсмен | Дисциплина                        | Результат             | Посев                 | Соперник Счет | Соперник Счет | Соперник Счет | Соперник Счет  | Соперник Счет | Соперник Счет      | Место              |
| --------- | --------------------------------- | --------------------- | --------------------- | ------------- | ------------- | ------------- | -------------- | ------------- | ------------------ | ------------------ |
|           | Мужчины индивидуальное первенство |                       |                       | 0             |               |               |                |               |                    |                    |
|           | Женщины индивидуальное первенство |                       |                       | 0             |               |               |                |               |                    |                    |
|           | Микст команды                     |                       |                       | —             | —             | 0             |                |               |                    |                    |

## Тхэквондо
Тайвань получил одно место в женском турнире в соответствии с рейтингом WT.
| Спортсмен | Дисциплина       | Квалификация       | 1/8 финала         | Четвертьфиналы     | Полуфиналы         | Утеш. поединки     | Финал/За 3 место   | Финал/За 3 место |
| Спортсмен | Дисциплина       | Соперник Результат | Соперник Результат | Соперник Результат | Соперник Результат | Соперник Результат | Соперник Результат | Место            |
| --------- | ---------------- | ------------------ | ------------------ | ------------------ | ------------------ | ------------------ | ------------------ | ---------------- |
| Ло Цзялин | Женщины до 57 кг |                    |                    |                    |                    |                    |                    |                  |

## Тяжёлая атлетика
Тайвань получил три места в женских соревнованиях в соответствии с олимпийским рейтингом IWF.
| Спортсмен     | Категория        | Рывок     | Рывок | Толчок    | Толчок | Всего | Место |
| Спортсмен     | Категория        | Результат | Место | Результат | Место  | Всего | Место |
| ------------- | ---------------- | --------- | ----- | --------- | ------ | ----- | ----- |
| Фан Ван-линь  | Женщины до 49 кг |           |       |           |        |       |       |
| Го Синчжунь   | Женщины до 59 кг |           |       |           |        |       |       |
| Чэнь Вэньхуэй | Женщины до 71 кг |           |       |           |        |       |       |

## Фехтование
Тайвань завоевал одно индивидуальное место в мужской рапире на Зональном турнире Азии и Океании 2024 года в  Дубае, ОАЭ.
| Спортсмен | Дисциплина     | Раунд 64      | Раунд 32      | Раунд 16      | Четвертьфинал | Полуфинал     | Финал / За 3 место | Финал / За 3 место |
| Спортсмен | Дисциплина     | Соперник Счет | Соперник Счет | Соперник Счет | Соперник Счет | Соперник Счет | Соперник Счет      | Место              |
| --------- | -------------- | ------------- | ------------- | ------------- | ------------- | ------------- | ------------------ | ------------------ |
| Чэнь Итун | Мужчины рапира |               |               |               |               |               |                    |                    |